# Amealco de Bonfin
Amealco de Bonfin là một đô thị thuộc bang Querétaro, México. Năm 2005, dân số của đô thị này là 56457 người.